# Buffalo Soldiers (película)
Buffalo Soldiers es una película satírica sobre el ejército de EE. UU. protagonizada por Joaquin Phoenix, Ed Harris y Anna Paquin

## Trama
1989. El muro de Berlín está a punto de caer y el planeta va a convertirse en un lugar seguro según un nuevo orden mundial. Sin embargo, en las afueras de Stuttgart, en Alemania Occidental, el especialista Ray Elwood (Joaquin Phoenix) del batallón 317 de intendencia, en la base del ejército norteamericano Theodore Roosevelt, está a punto de comprobar cómo su particular guerra fría se pone al rojo vivo. Elwood es un granuja encantador, un soldado condenado por el juez a cumplir servicio militar obligatorio que se las ha arreglado para hacer de éste un floreciente mercado negro, en mayor medida para matar el aburrimiento que por ambición. Oficialmente, atiende su trabajo diario como secretario del batallón para el inepto aunque bondadoso coronel Wallace Berman (Ed Harris). Extraoficialmente, se dedica a todo, desde la venta de artículos de limpieza robados a la fabricación de heroína para el implacable jefe de la policía militar de la base, el sargento Saad. Cuando llega a la base un nuevo sargento primero (Scott Glenn) con la decidida intención de limpiarla de arriba abajo, Elwood cree que va a poder manejar la nueva situación sin problemas, particularmente desde que le echa el ojo a su hija, la díscola Robyn (Anna Paquin). Pero eso era antes de que se encontrara en el mismo saco con 5 millones de dólares en armas robadas que caen en sus manos, con la esposa de Berman que se ha puesto celosa, con un traficante de droga turco que está loco y, por supuesto, con el asesinato, la traición y la lascivia que se desatan en consecuencia.

## Reparto
| Actor              | Personaje                      |
| ------------------ | ------------------------------ |
| Joaquin Phoenix    | Sargento Ray Elwood            |
| Ed Harris          | Coronel Berman                 |
| Scott Glenn        | Sargento Primero Robert E. Lee |
| Anna Paquin        | Robyn Lee                      |
| Haluk Bilginer     | El Turco                       |
| Elizabeth McGovern | Sra. Berman                    |
| Michael Peña       | Garcia                         |
| Leon Robinson      | Stoney                         |
| Gabriel Mann       | Knoll                          |
| Dean Stockwell     | General Lancaster              |
| Brian Delate       | Coronel Marshall               |
| Glenn Fitzgerald   | Hicks                          |
| Idris Elba         | Kimborough                     |

- Datos: Q653473